# Quảng Minh, Sầm Sơn
Quảng Minh là một xã thuộc thành phố Sầm Sơn, tỉnh Thanh Hóa, Việt Nam.

## Địa giới hành chính
Xã Quảng Minh nằm ở phía tây nam của thành phố Sầm Sơn.
- Phía đông giáp Phường Quảng Vinh, thành phố Sầm Sơn.
- Phía nam giáp xã Đại Hùng, thành phố Sầm Sơn.
- Phía tây giáp các xã Quảng Giao, Quảng Đức và Quảng Định, huyện Quảng Xương.
- Phía bắc giáp phường Quảng Cát, thành phố Thanh Hóa.

## Lịch sử hành chính
Vùng đất thuộc xã Quảng Minh ngày nay, vào đầu thế kỉ 19 thuộc tổng Giặc Thượng, huyện Quảng Xương, phủ Tĩnh Gia, nội trấn Thanh Hóa. Năm Minh Mạng thứ 2 (1821) đổi thành tổng Kính Thượng, từ thời Đồng Khánh đến trước năm 1945 thuộc tổng Cung Thượng, huyện Quảng Xương, phủ Tĩnh Gia, tỉnh Thanh Hóa.
Sau năm 1945, thuộc xã Bình Định, huyện Quảng Xương. Năm 1948, các xã Phạm Hồng Thái, Bình Định và Lam Sơn sáp nhập thành xã Quảng Cát. Năm 1954, một phần lãnh thổ xã Quảng Cát được tách ra để lập các xã Quảng Tâm và Quảng Minh, tên gọi Quảng Minh xuất hiện từ đây.
Sau năm 1954, xã Quảng Minh gồm 10 xóm là Minh Xuyên, Minh Phúc, Minh Quang, Minh Giàu, Minh Đồng, Minh Thịnh, Minh Trung, Minh Thiện, Minh Hưng và Minh Sơn. Hiện nay cả xã có 8 thôn từ thôn 1 đến thôn 8.
Ngày 15 tháng 5 năm 2015, xã Quảng Minh chuyển về trực thuộc thị xã Sầm Sơn, nay là thành phố Sầm Sơn.
Xã Quảng Minh lúc này gồm các làng: 
- Làng Tăng Đại: tên nôm là làng Thịnh; đầu thế kỉ 19 là thôn Thịnh thuộc xã An Tĩnh, tổng Giặc Thượng.
- Làng Đà: đầu thế kỉ 19 là thôn Đà thuộc xã An Tĩnh.
- Làng Quảng Trường.
- Làng Tắc Thiện.
- Trại Tân Ấp.